# Porphyrochroa manauara
Porphyrochroa manauara är en tvåvingeart som beskrevs av Mendonca, Rafael och Ale-rocha 2008. Porphyrochroa manauara ingår i släktet Porphyrochroa och familjen dansflugor. Inga underarter finns listade i Catalogue of Life.